# Mardaing
Le Mardaing est un ruisseau qui traverse le département des Hautes-Pyrénées et un affluent droit du Souy dans le bassin versant de l'Adour.

## Géographie
D'une longueur de 18,9 kilomètres, il prend sa source sur la commune de Bartrès (Hautes-Pyrénées), à l'altitude 555 mètres, sous le nom de ruisseau des Peyres Échaladères.
Il coule du sud-ouest vers le nord-est et se jette dans le Souy à Bordères-sur-l'Échez (Hautes-Pyrénées), à l'altitude 285 mètres.

### Communes et département traversés
Dans le département des Hautes-Pyrénées, le Mardaing traverse cinq communes et trois cantons, dans le sens amont vers aval : Bartrès (source), Ossun, Azereix, Ibos et Bordères-sur-l'Échez (confluence).
Soit en termes de cantons, le Mardaing prend source dans le canton de Lourdes-Ouest, arrose le canton d'Ossun et conflue dans le canton de Bordères-sur-l'Échez.

## Affluents
Le ruisseau de Mardaing a trois affluents référencés, tous sur Ossun :
- (D) Ruisseau le Sanquia , 1,2 km ;
- (D) Ruisseau de Létou , 2,7 km ;
- (G)  Bras du Mardaing , 0,9 km.

Géoportail mentionne d'autres affluents :
- (G) Ruisseau des Estérous ;
- (D) Ruisseau d'Es Capirous ;
- (G) Ruisseau de Millaris ;
- (G) Ravin des Bignes ;
- (D) Ruisseau de Marcadieu

(D) rive droite ; (G) rive gauche.

## Hydrologie

Sélection de vues du Mardaing.
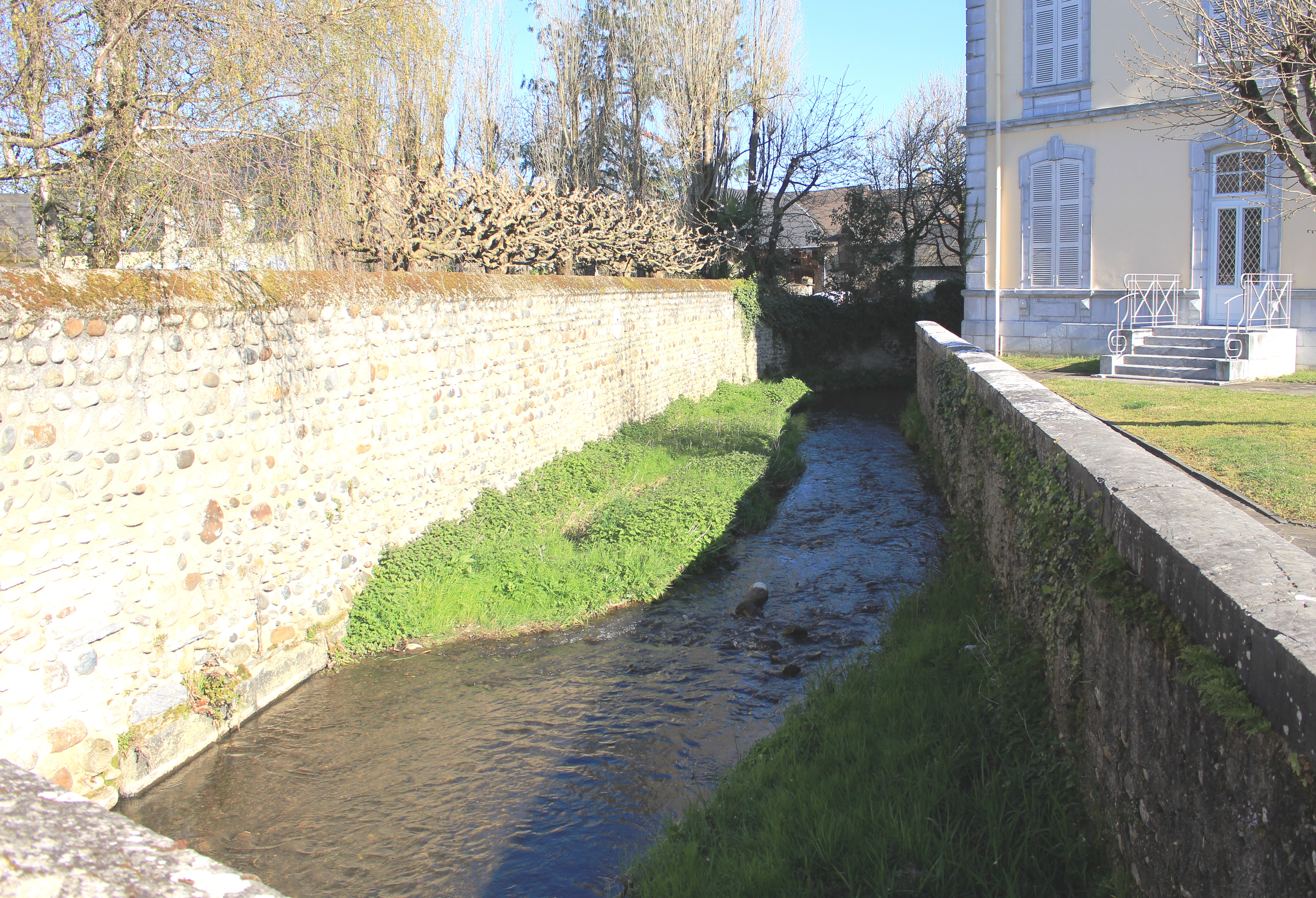
A Ibos.
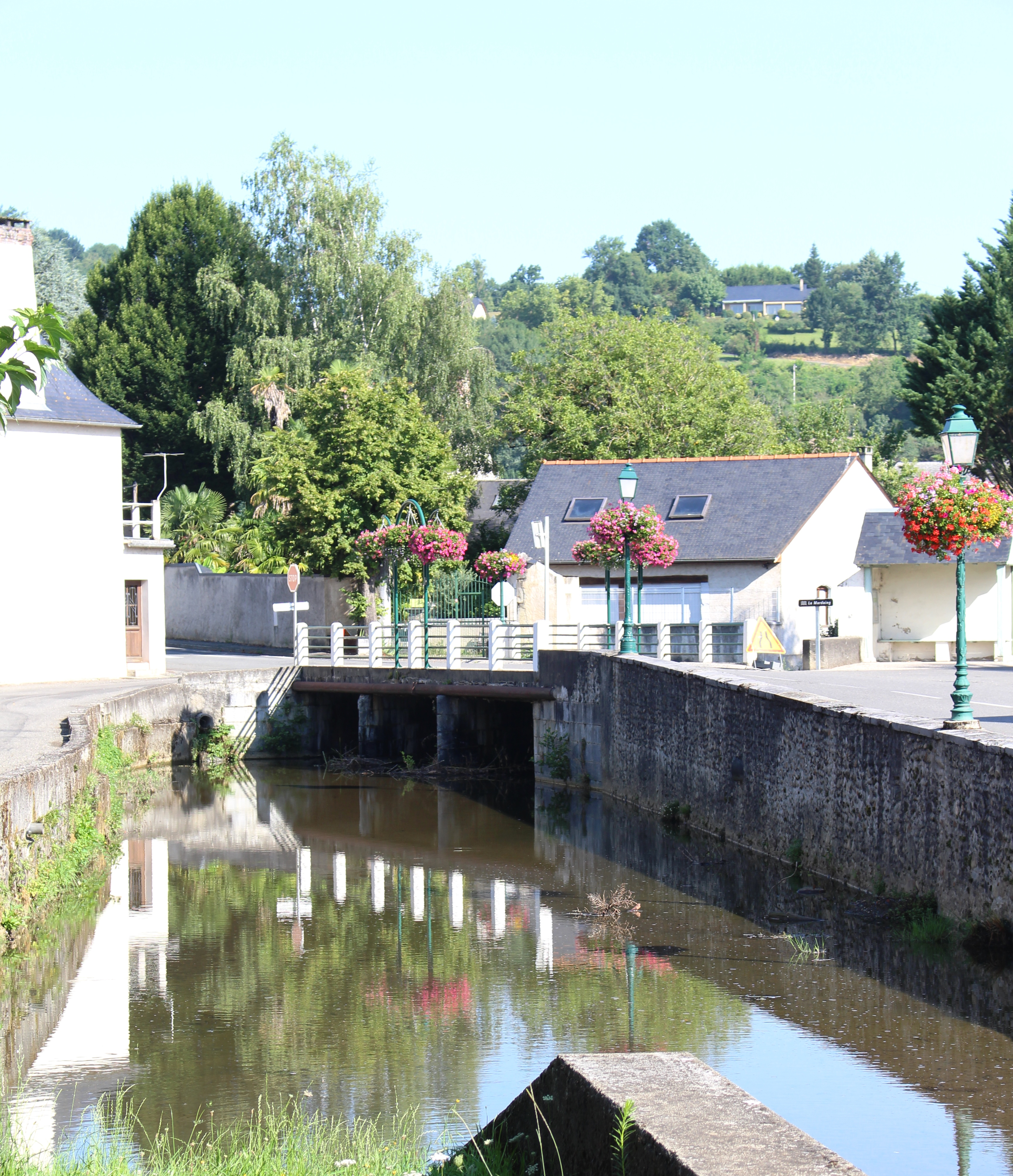
A Ossun.
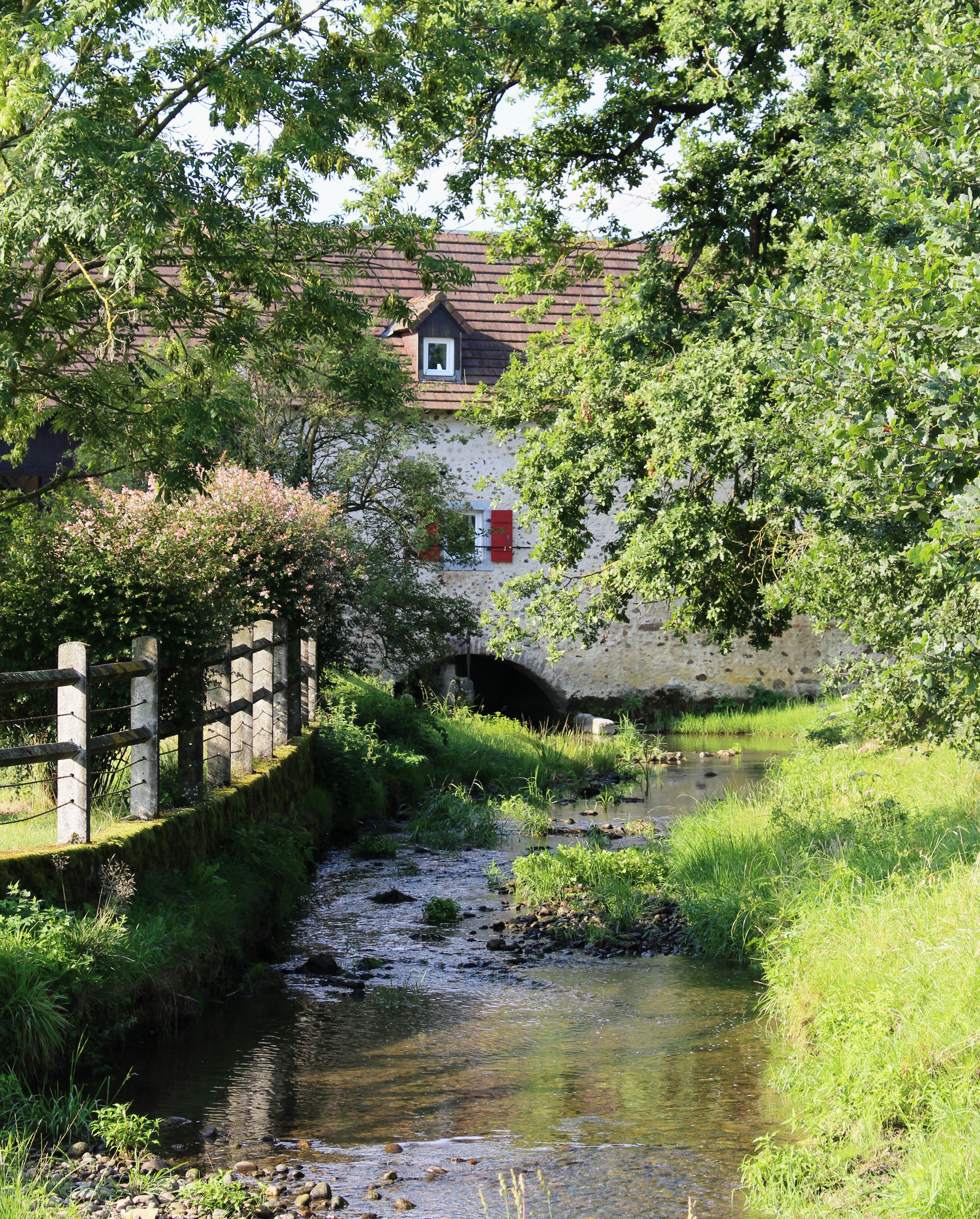
A Azereix.